# Sericoides frigida
Sericoides frigida är en skalbaggsart som beskrevs av Germain 1863. Sericoides frigida ingår i släktet Sericoides och familjen Melolonthidae. Inga underarter finns listade i Catalogue of Life.